# 失憶緝兇
《失憶緝兇》（英語：Deva）是一部2025年印度印地語動作驚悚片，由羅申·安德魯斯執導，西德哈斯·羅伊·卡普爾的羅伊·卡普爾電影公司（Roy Kapur Films）製作。本片由沙希德·卡普爾、普嘉·哈格黛及帕維爾·古拉提主演，翻拍自安德魯斯的2013年馬拉雅拉姆語電影《孟買警察》。電影講述一名出色且叛逆的警察為了調查重案，擅自違命行動，最終發現了充滿腐敗及欺騙的真相。
本片於2023年5月正式宣布，10月在孟買展開主要拍攝，並於2024年9月殺青。傑克斯·貝喬譜寫了背景音樂及兩首歌曲，另外兩首則出自維沙爾·米什拉之手。攝影與剪輯分別由阿米特·羅伊（Amit Roy）和A·史利卡·普拉薩德負責。
《失憶緝兇》2025年1月31日在印度院線上映，獲得影評界褒貶不一的評價，對卡普爾的表演、攝影及剪輯給予了好評，但批評了劇本和高潮部分的處理。本片票房表現不佳。

## 劇情
孟買警察局的警察助理警長德夫·安布爾遭遇了一場摔車事故，導致部分記憶喪失。事故發生前，他正在與妹夫兼長官副警長法蘭·汗通話，聲稱自己已破獲了同事羅漢·德席爾瓦的謀殺案。羅漢在一場警察英勇表彰典禮上被殺。
德夫康復後，法蘭向他講述了過去。德夫又稱「德瓦」，性格火爆但充滿正義感，積極追查著總能逃脫的黑幫老大普拉巴特·賈達夫，同時與記者女友迪亞·薩塔耶相戀。德夫身體狀況不佳，法蘭仍讓將他重新上崗。德瓦重新審視了證據，重溫了證人陳述，並重建了犯罪現場。德瓦在追查過程中，還發現自己就是警局的內鬼，每次抓捕行動前為普拉巴特·賈達夫通風報信；在一次行動中，他為了保護羅漢而殺死了普拉巴特·賈達夫，並將功勞讓給羅漢。但羅漢在表彰典禮前查出了德瓦就是內鬼，德瓦承認了罪行。羅漢決定原諒他，並計劃揭露黑幫成員死亡和涉案的真相，但要用一種能洗清他罪名並給予贖罪機會的方式。
但德瓦誤解了羅漢的意圖，以為對方要揭發自己。在一時憤怒和恐懼之下，德瓦起了殺意，在典禮會場附近的大樓安裝的一把定時槍，典禮當天透過手機遠程控制槍枝狙殺了羅漢。德瓦透過羅漢的女友麗貝卡保留的影片得知了羅漢的本意，之後在事故發生前透過語音留言將一切真相傳達給法蘭。儘管如此，法蘭仍需要證據，並利用德瓦的調查技能來再次破案。德瓦在自己的調查結果出爐後向法蘭自首，並在被捕前將此事透露給迪亞，好讓迪亞刊登上報。
六個月後，入獄的德瓦對惹事的犯人大打出手，疑似恢復了記憶。

## 演員
- 沙希德·卡普爾飾演警察助理警長德夫·安布爾（ACP Dev Ambre）[10]
- 普嘉·哈格黛飾演迪亞·薩塔耶（Diya Sathaye）
- 帕維爾·古拉提（英语：Pavail Gulati）飾演警察助理警長羅漢·德席爾瓦（ACP Rohan D'Silva）[11]
- 普拉維什·拉納（英语：Pravessh Rana）飾演法蘭·汗副警長（DCP Farhan Khan）
- 庫布拉·塞特（英语：Kubbra Sait）飾演迪普蒂·辛格助理督察（ASP Dipti Singh）
- 吉里什·庫爾卡尼（英语：Girish Kulkarni）飾演賈伊拉吉·阿普特部長（Minister Jairaj Apte）
- 馬尼什·瓦德瓦（英语：Manish Wadhwa）飾演普拉巴特·賈達夫（Prabhat Jadhav）
- 高拉夫·莫爾（英语：Gaurav More）飾演納格什（Nagesh）
- 烏本德拉·利瑪耶（英语：Upendra Limaye）飾演神槍手
- 阿比拉什·喬杜里（Abhilash Chaudhary）飾演吉格爾（Jigar）
- 普拉文·帕蒂爾（Pravin Patil）飾演警務總監阿拜·拉納（JCP Abhay Rana）
- 阿迪蒂·夏爾馬（Aditi Sharma）飾演巴哈納（Bhavna）[12]

## 外部連結
- 互联网电影数据库（IMDb）上《失憶緝兇》的资料（英文）
- 爛番茄上《失憶緝兇》的資料（英文）
- 《失憶緝兇》的Bollywood Hungama頁面